# Chang'an (pel·lícula)
Chang'an (xinès simplificat: 长安三万里, pinyin: Cháng'ān sān wàn lǐ), també coneguda com 30.000 milles de Chang'an, és una pel·lícula xinesa de drama històric d'animació en 3D de 2023 dirigida per Xie Junwei i Zou Jing. Segueix la història de l'amistat de dècades de Li Bai i Gao Shi, enmig de la transició que patí la dinastia Tang on passà de la màxima prosperitat a l'agitació causada per la rebel·lió liderada per An Lushan, un dels generals més afavorits de l'emperador Xuanzong. La pel·lícula va ser produïda per Light Chaser Animation Studios, Alibaba Pictures, Tianjin Maoyan Weiying Culture Media, Weibo Corporation, en associació amb China Film Co., Ltd.. La pel·lícula es va estrenar a la Xina el 8 de juliol de 2023. Amb 168 minuts de durada, la pel·lícula és considerada juntament a la japonesa Kono Sekai no Katasumi ni com la pel·lícula d'animació més llarga estrenada a les sales.
A la pel·lícula van aparèixer un total de 48 poemes de diversos poetes del període Tang.

## Estrena
Chang'an va ser estrenada el 8 de juliol de 2023, a la Xina continental, i el 25 d'agost, a Hong Kong i Macau. La pel·lícula es va estrenar als Estats Units i al Canadà el 6 d'octubre de 2023, distribuïda per Niu Vision Media.
Douban, l'influent lloc web de ressenyes de pel·lícules xineses, qualifica el drama amb un 8,3 sobre 10, una de les puntuacions més altes rebudes per pel·lícules d'animació de gran estrena.

## Taquilla
Chang'an va recaptar 1.823 milions de iuans a la taquilla xinesa, la qual cosa la converteix en la segona pel·lícula d'animació xinesa més taquillera de la història.